# Masdevallia polychroma
Masdevallia polychroma är en orkidéart som beskrevs av Carlyle August Luer. Masdevallia polychroma ingår i släktet Masdevallia och familjen orkidéer. Inga underarter finns listade i Catalogue of Life.